# Zalavár
Zalavár (Duits: Moosburg) is een plaats (község) en gemeente in het Hongaarse comitaat Zala. Zalavár telt 959 inwoners (2001).